# Jala Neti

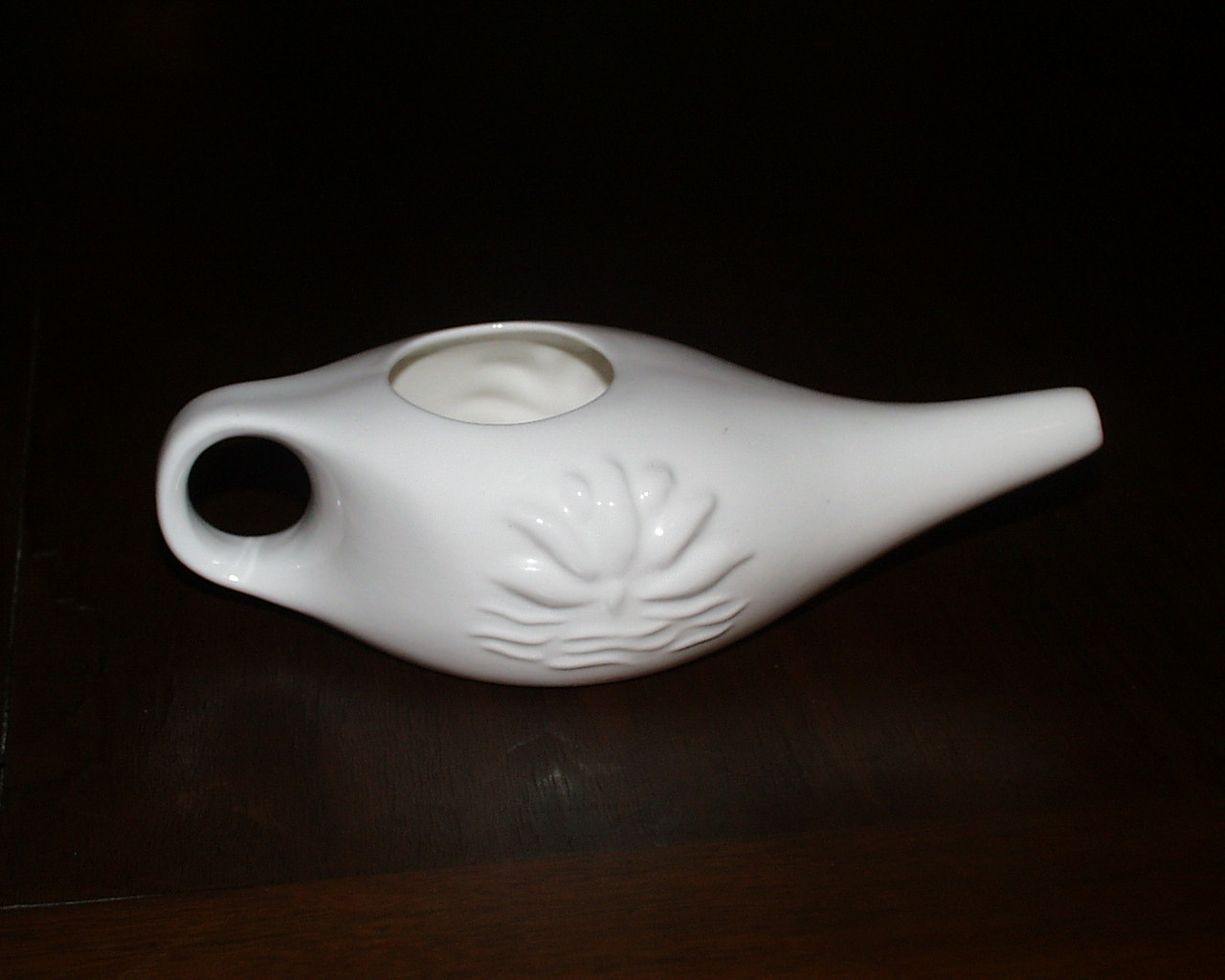
Un envase de neti cerámico. Los envases neti pueden ser también de vidrio, metal o plástico

Neti (sánscrito: नेति) es una parte importante del Shatkarma (a veces conocido como Shatkriya), el sistema de técnicas de limpieza corporal del yoga. Está destinado principalmente a la limpieza de los conductos de aire en la cabeza. Tanto el Hatha Yoga Pradipika y otras fuentes por lo general atribuyen al Jala Neti muchos efectos beneficiosos que van desde los fisiológicos hasta la mente y la personalidad, incluso la clarividencia. Las dos variantes principales son Jala Neti (जलनेति), utilizando agua, y el neti sutra (सूत्रनेति), más avanzado, usando una cadena.

## Jala Neti
Para esta técnica, se esteriliza agua tibia con sal isotópica y se vierte en una fosa nasal para que salga a través del otro orificio. El procedimiento se repite entonces en el otro lado, y la nariz se seca, doblándose hacia adelante y mediante respiración rápida.
También es posible inhalar el agua para que entre por la boca y luego escupirla. En una variante inversa más avanzada, el agua se toma por la boca y se resopla fuera de la nariz.

## Sutra Neti
En el Sutra Neti, una cuerda mojada o tubo quirúrgico delgado es cuidadosamente y suavemente insertado a través de la nariz y en la boca. La parte final se saca luego por la boca y mientras se sujetan ambos extremos, se tira a la vez de la cadena alternativamente dentro y fuera de la nariz y los senos paranasales. Se utiliza para limpiar la nariz y también para eliminar los pólipos nasales.
Sutra Neti es una forma avanzada de limpieza nasal yóguica y requiere un maestro experimentado. Se pueden producir sensaciones de náuseas y debilidad. En caso de bloqueo persistente después del jala neti, el neti sutra sólo debe realizarse después de una consulta médica.